# Vítkovice v Krkonoších

Vítkovice v Krkonoších (eller endast Vítkovice; tyska: Witkowitz) är en by och en kommun i distriktet Semily  i regionen Liberec i norra Tjeckien.